# Calomicrus arabicus
Calomicrus arabicus es un coleóptero de la familia Chrysomelidae.
Fue descrita científicamente por primera vez en 2006 por Lopatin & Nesterova.